# Julio Medem

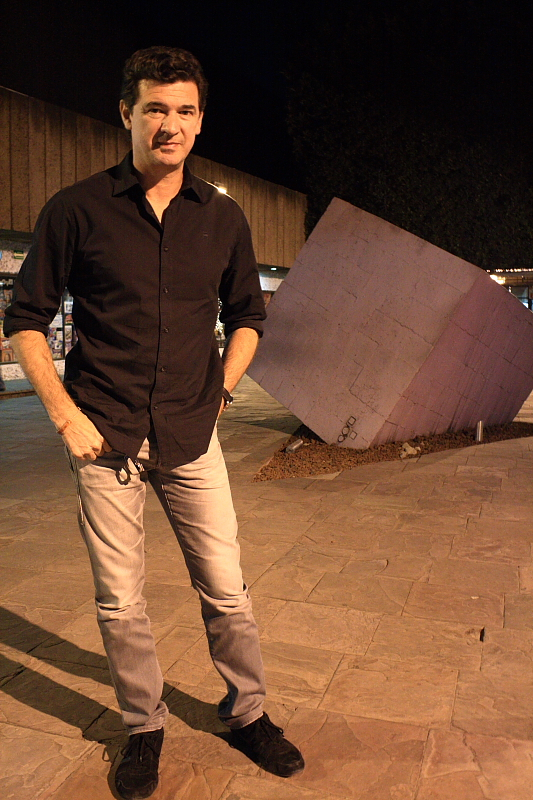
Julio Medem (2010)

Julio Medem Lafont (* 21. Oktober 1958 in San Sebastián) ist ein spanischer Filmregisseur und Drehbuchautor.

## Leben
Medem arbeitet in seinen Filmen gern mit Symbolik. Nicht zuletzt wegen seiner Liebe zum Detail erlangten Filme wie Die Liebenden des Polarkreises oder Lucia und der Sex bei den Zuschauern nahezu Kultstatus und schufen ihm nicht nur in Spanien eine treue Fangemeinde. Mit La Pelota vasca. La piel contra la piedra – der Titel ließe sich als „Basken Ball. Haut gegen Stein“ übersetzen –, einem Dokumentarfilm über das Baskenland und den mit Spanien herrschenden Konflikt, wagte sich Medem an ein kontroverses Thema. In seiner Dokumentation versucht er durch zahlreiche Interviews, das Thema von beiden Seiten und aus möglichst vielen Perspektiven zu beleuchten, ohne dabei selbst Partei zu ergreifen, wie das wegen seiner baskischen Herkunft teils vermutet wurde.

## Filmografie
- 1991: Vacas – Kühe (Vacas), Regie und Drehbuch
- 1993: Das rote Eichhörnchen (La ardilla roja), Regie und Drehbuch
- 1996: Tierra, Regie und Drehbuch
- 1998: Die Liebenden des Polarkreises (Los amantes del Círculo Polar), Regie und Drehbuch
- 2001: Lucia und der Sex (Lucía y el sexo), Regie und Drehbuch
- 2003: La Pelota vasca. La piel contra la piedra, Regie, Drehbuch und Produktion
- 2006: La pelota vasca (Ausschnitte), Beitrag zu ¡Hay motivo!
- 2007: Caótica Ana, Regie, Drehbuch und Produktion
- 2010: Eine Nacht in Rom (Habitación en Roma), Regie, Drehbuch und Produktion
- 2012: 7 días en La Habana, Co-Regie
- 2016: Ma Ma – der Ursprung der Liebe, Regie und Drehbuch
- 2018: Der Baum des Blutes (El árbol de la sangre), Regie und Drehbuch

## Auszeichnungen
- 1992: Turin – Bester Spielfilm: Vacas – Kühe („Vacas“)
- 1993: Goya – Bester Nachwuchsregisseur: Vacas – Kühe („Vacas“)
- 1993: Cannes – Bester ausländischer Film: Das rote Eichhörnchen („La ardilla roja“)